# Richard Mulrooney
Richard Mulrooney (nacido el 3 de noviembre de 1976 en Memphis, Tennessee) es un futbolista estadounidense que actualmente juega como mediocampista defensivo para el FC Dallas de la Major League Soccer.

## Selección nacional
Ha sido internacional con la Selección nacional de fútbol de Estados Unidos, ha jugado 14 partidos internacionales.

## Trayectoria
| Período   | Club                 |
| --------- | -------------------- |
| 1995-1998 | Creighton University |

| Período   | Club             | Partidos (goles) |
| --------- | ---------------- | ---------------- |
| 1995-1998 | Nashville Metros | ? (?)            |
| 1999-2004 | Houston Dynamo   | 163 (4)          |
| 2005-     | FC Dallas        | 22 (2)           |

| Período | Selección      | Partidos (goles) |
| ------- | -------------- | ---------------- |
| 2001-   | Estados Unidos | 14 (0)           |

- Datos: Q1421810
- Multimedia: Richard Mulrooney / Q1421810